# Тамуркин, Илья
Илья Тамуркин (туркм. Ilýa Tamurkin; родился 9 мая 1989 года в Мары, Туркменская ССР, СССР) — туркменский футболист, полузащитник. В настоящее время выступает за киргизский клуб «Алга».

## Карьера
Родился в городе Мары. С 2007 по 2018 годы выступал за местный «Мерв».
За сборную Туркменистана дебютировал 22 мая 2014 года в матче кубка вызова АФК против Афганистана.
В 2019 году включён в состав сборной на кубок Азии.